# 한스 그로도츠키
한스 그로도츠키(독일어: Hans Grodotzki, 1936년 4월 4일 ~)는 주로 트랙 종목에 참가한 동독의 장거리달리기 선수였다.
동프로이센의 프로이시슈 홀란트(현재 폴란드의 파스웬크)에서 태어나 1945년 5월 제2차 세계 대전이 끝난 후, 그의 가족은 튀링겐주 멘테로다에 정착하였다.
학교를 떠난 후, 광부로 일하면서 축구와 탁구를 즐겼다. 18세 때 육상 훈련을 시작하였다.
20세에 군사 복무에 요구되고, 1956년 포츠담에 있는 육군 스포츠 협회로 보내졌다. 그해에 이미 5000m에서 14분 18.0초의 동독 주니어 기록을 차지하였다. 1958년 베를린으로 이주하여 반년 안에 동독 국가 대표팀의 일원이었다.
1960년 로마 올림픽에서 단일 독일 팀을 위하여 5000m와 10000m의 은메달을 획득하였다.